# Idyllwild-Pine Cove, California
Idyllwild-Pine Cove, California (енгл. Idyllwild-Pine Cove) насељено је место без административног статуса у америчкој савезној држави Калифорнија.

## Демографија
По попису из 2010. године број становника је 3.874, што је 370 (10,6%) становника више него 2000. године.
| Група             | 2000.         | 2010.         |
| Белци             | 3.020 (86,2%) | 3.086 (79,7%) |
| Афроамериканци    | 20 (0,6%)     | 32 (0,8%)     |
| Азијати           | 23 (0,7%)     | 135 (3,5%)    |
| Хиспаноамериканци | 286 (8,2%)    | 479 (12,4%)   |
| Укупно            | 3.504         | 3.874         |